# Храмов Ігор Валерійович
І́гор Вале́рійович Хра́мов (нар. 5 квітня 1966, м. Мерефа, Харківської області) — український балетмейстер і педагог, керівник балету Львівського національного академічного театру опери та балету імені Соломії Крушельницької. Народний артист України (2017).

## Загальні відомості
1984 — закінчив Київське державне хореографічне училище.
2005 — закінчив Київський університет культури і мистецтв
1984—2011 — соліст балету Львівського національного академічного театру опери та балету імені Соломії Крушельницької.
В цьому театрі став художнім керівником балетної трупи (2002-2019р.р), з 2020р. - педагог-репетитор з класу балету.
Як педагог викладає в Дрогобицькому педагогічному університеті імені Івана Франка (професор кафедри культурології та мистецької освіти). За сумісництвом працює у Львівському коледжі культури і мистецтв.
Його творчі інтереси пов'язані з балетмейстерською роботою, постановкою балетів та танців.
Є членом Національної Хореографічної Спілки України.

## Партії
У творчому доробку артиста понад 40 партій, зокрема:
- Принц Зігфрід, Ротбарт, па-де-труа («Лебедине озеро» П. Чайковського)
- Принц, Дроссельмейєр («Лускунчик» П. Чайковського)
- Альберт, Ганс («Жізель» А. Адана)
- Феб де Шатопер («Есмеральда» Ц. Пуньї)
- Солор, Факір Магадавея («Баядерка» Л. Мінкуса)
- Степан, Князь, Перко («Лілея» К. Данькевича)
- Франц, Коппеліус («Коппелія» Л. Деліба)
- Кавалер (Гран па з балету «Пахіта» Л. Мінкуса)
- Кавалер («Шопеніана» Ф. Шопена)
- Петро («Привал кавалерії» І. Армсгеймера)
- Вакх, Паріс (балетна сцена «Ніч вальпургії» з опери «Фауст» Ш. Гуно)
- Джотто («Франческа да Ріміні» П. Чайковського)
- Ромео («Ромео і Джульєтта» С. Прокоф'єва)
- Адам, Бог-творець («Створення світу» А. Петрова)
- Дж. Пуччіні («Повернення Баттерфляй» Д. Пуччіні-М. Скорика)
- Базіль, Еспадо («Дон Кіхот» Л. Мінкуса)
- Куман (балетна сцена «Половецькі танці» з опери «Князь Ігор» А. Бородіна)
- Марцеліна («Даремна обережність» П. Гертеля)
- Хозе, Ескамільйо («Кармен — сюїта» Ж. Бізе-Р. Щедріна)
- Pas d'esclave, Pas de deux (з балету «Корсар» А. Адана)
- Золотий раб («Шехеразада» М. Римського-Корсакова)

## Хореографія та постановка танців
- «Весела вдова» Ф. Легара
- «Царева наречена» М. Римського-Корсакова
- «Любовний напій» Г. Доніцетті
- «Білосніжка та семеро гномів» Б. Павловського
- «Титанік» Дж. Хорнера
- «Привид опери» Р. Клайдермана
- «Подих весни» Дж. Гершвіна
- «Двоє» А. Вівальді
- «Іспанські мініатюри» М. Римського-Корсакова
- «Червона калина» на музику Б.Янівського
- «Героям слава!» на музику М.Скорика

## Визнання
- 2000 — заслужений артист України
- 2007 — премія ім. В. Писарєва Національної Спілки Театральних діячів України
- 2010 — Почесна Грамота Кабінету Міністрів України
- 2017 — народний артист України